# Chromosomes
I Chromosomes erano un gruppo musicale punk rock di Livorno nato nel marzo 1993 e scioltosi nell'agosto 2021.

## Storia
Nascono come trio nella primavera del 1993 a Livorno e racchiudono nel loro punk rock un misto di melodia e aggressività senza eccedere né in un senso né in un altro, frutto di un mix di influenze che vanno dai Ramones ai Beach Boys fino al rock più duro e chitarroso.  Nel 1995 il gruppo diventa un quartetto e dopo la produzione di numerosi 7 pollici per altrettante etichette underground italiane e straniere nel 2001 pubblicano il loro primo CD cantato in inglese More time to relax! per la Seastars Records. Dopo un'intensa attività live in giro per l'Italia e l'Europa, i Chromosomes decidono di dedicarsi al cantato in italiano. Nell'aprile 2006 vede la luce il nuovo cd Chromoterapia per la neonata etichetta Mabel Records. In questo lavoro i testi in lingua madre danno un tocco più maturo alla produzione aprendo altre strade nella ricerca artistica del gruppo livornese.

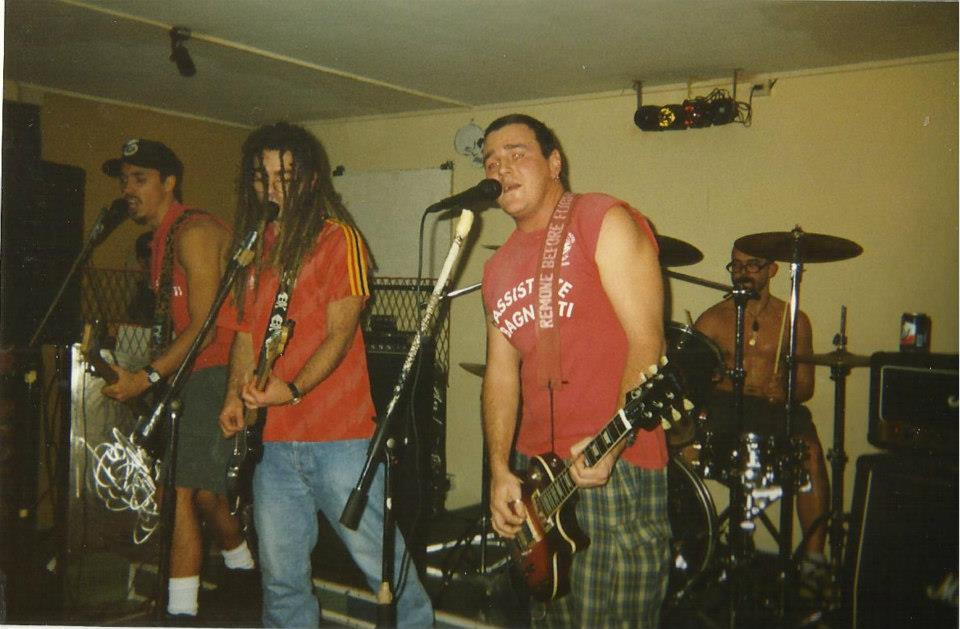
The Chromosomes in 1997

Dagli inizi del 2007 il gruppo torna ad essere un terzetto.
A distanza di 10 anni esatti dal precedente, nel 2009 i Chromosomes incidono un nuovo disco in vinile cantato in inglese per l'etichetta finlandese Killer Records, insieme agli scandinavi Tarjas. Sempre nel 2009 l'etichetta giapponese Waterslide records pubblica una raccolta su cd dei singoli e degli inediti registrati dal gruppo nel periodo 1993-2003, mentre l'etichetta italiana Mabel Records insieme con l'etichetta olandese Monster zero records pubblicano un tributo no profit alle colonne sonore dei film di Bud Spencer e Terence Hill composte dagli Oliver Onions chiamato appunto The Bud Spencer and Terence Hill experience suonato, registrato e arrangiato insieme alla band spezzina The Manges.
Il 14 ottobre del 2013 esce il quarto cd intitolato Yes Trespassing, contenente 12 brani cantati in inglese, tra cui Missing You, brano del 1993 riarrangiato per l'occasione, e il brano Still The Same Old Passion, registrato dalla formazione originale dei Chromosomes per celebrare il ventennale di attività. 
Di lì a poco il batterista storico Mimmo Rosa lascia definitivamente la band e il suo posto è preso da Matteo Paganelli, batterista dei lucchesi New Real Distaster.
Il 16 settembre 2016 esce un nuovo 45 giri a metà col gruppo punk milanese Teenage Gluesniffers.
Nel luglio del 2017 partecipano con successo al Punk Rock Raduno che si svolge annualmente a Bergamo, insieme ad ospiti internazionali quali Dr Frank and the Mr. T Experience e Travoltas, 
Nell'ottobre del 2017 esce il loro quarto disco in studio, Losing Eleven. Nel marzo 2022 l'etichetta americana Mutant Pop pubblica una miniraccolta di brani già editi, chiamata I love this sound.

## Formazione

### Formazione attuale
- Massimiliano Morandi - voce e chitarra
- Luca Sardi - basso e voce addizionale
- Matteo Paganelli - batteria

### Ex componenti
- Dario Palumbo - chitarra e voce (1994-2001)
- Davide Loi - chitarra e voce (2001-2007)
- Loris Manasia - basso e voce (1993-1998)
- Alessandro S. Morandi - batteria (1993-1994)
- Matteo Santeramo - basso (1993)
- Mimmo Rosa - batteria (1994-2015)

## Discografia

### Album
- 2000 - More time to relax! CD
- 2006 - Chromoterapia CD
- 2013 - Yes trespassing CD
- 2017 -  Losing Eleven CD

### EPs
- 1995 - I'm So Stupid Ep Format: 7" vinyl
- 1999 - Inst-Dl Ep Format: 7" vinyl

### Splits
- 1995 - The Chromosomes / Deh Pills Format: 7" vinyl
- 1996 - "Surfpunklatinrumble" - The Chromosomes / Deh Pills / Depressing Claim / Shock Treatment Format: Double 7" vinyl
- 2009 - The Chromosomes / The Tarjas Format: 7" vinyl
- 2009 - "The Bud Spencer and Terence Hill experience" - The Chromosomes / The Manges Format: 7" vinyl
- 2016 - The Chromosomes/Teenage Gluesniffers Format: 7" vinyl

### Compilations
- 1994 - Back In The '76 Audiocassetta
- 1995 - Flower Punk Rock CD
- 1996 - No Time To Panic CD/LP
- 2003 - Banzai Pop Punk Nuggets Vol. 1. CD
- 2005 - Music For Truckers - The Las Pezia Punkrockers Juke-Box CD
- 2006 - Toscana Punk Rock vol. 1 CD
- 2007 - Toscana Punk Rock vol. 2 CD
- 2008 - Berkeley Dream CD
- 2009 - Italian punk rock party CD
- 2009 - Rock Against $ilvio CD
- 2017 - Punk rock Raduno vol 2 LP

### Raccolte
- 2009 - Surfin On A Planet Terror CD (Raccolta Demo-Singoli-Inediti)
- 2022 -  I love this sound CD (Mini raccolta brani editi)

### Demos
- 1993 - Summer Tape Audiocassetta